# Ogcodes namibiensis
Ogcodes namibiensis är en tvåvingeart som beskrevs av Barraclough 2000. Ogcodes namibiensis ingår i släktet Ogcodes och familjen kulflugor.
Artens utbredningsområde är Namibia. Inga underarter finns listade i Catalogue of Life.